# Wen Ding
Wen Ding (文丁) bio je kralj drevne Kine iz dinastije Shang. Bio je sin i nasljednik kralja Wu Yija.
Tijekom njegove je vladavine ojačala država Zhou, čiji je vladar Jili pobijedio narode Yuwu Rong (余无戎) i Hu Rong (呼戎). 
Wen Ding se prepao Jilija i poslao ga u grad zvan Saiku gdje ga je dao ubiti.
Wen Dinga je naslijedio sin Di Yi. Drugi sin Wen Dinga je bio ministar Bigan.